# Praproče (gmina Semič)
Praproče – wieś w Słowenii, w gminie Semič. W 2018 roku liczyła 21 mieszkańców.